# دیرین‌بی‌دندانان
دیرین‌بی‌دندانان (به لاتین: Palaeanodonta) ("جانوران بی‌دندان باستانی") یک دسته منقرض‌شده از پانگولین‌های اصلی است. آنها حشره‌خوار (myrmecophagous)، احتمالاً دالان‌ساز بودند و از دوره پالئوسن میانی تا آغاز الیگوسن در آمریکای شمالی، اروپا و آسیا زندگی می‌کردند. در حالی که گروه‌بندی آرایه‌شناسی دیرین‌بی‌دندانان مورد بحث قرار گرفته‌است، به‌طور گسترده تصور می‌شود که آنها یک گروه خواهر پانگولین‌ها هستند.

## کالبدشناسی

### جمجمه
Palaeanodonts به‌طور کلی دارای جمجمه‌های کم‌عمق و دمی پهن، با تاج‌های لامی قابل توجه و برآمدگی‌ها و سنگفرش‌های متورم هستند.

### دندان‌ها
برخلاف نام این گروه و برخلاف بستگان پانگولین آنها، دیرین‌بی‌دندانان به داشتن دندان شناخته شده‌اند. دیرین‌بی‌دندان‌های آغازین حداقل تریبوسفنیک پس از نیش را حفظ کردند، در حالی که گونه‌های پسین تاج‌های دندانی peglike یا در غیر این صورت کاهش‌یافته بودند. بسیاری نیز کاسپیدهای بزرگ و مشخصی داشتند.